# Дряблое
Дряблое — деревня в Вашкинском районе Вологодской области.
Входит в состав Покровского сельского поселения, с точки зрения административно-территориального деления — в Покровский сельсовет.
Расстояние по автодороге до районного центра Липина Бора — 77 км, до центра муниципального образования деревни Покровское — 0,05 км. Ближайшие населённые пункты — Даньшин Ручей, Калитино, Никольское, Покровское.
По переписи 2002 года население — 50 человек (28 мужчин, 22 женщины). Преобладающая национальность — русские (98 %).